# Biblioteka Polska POSK w Londynie
Biblioteka Polska POSK w Londynie (ang. Polish Library POSK) – polska biblioteka naukowa o profilu humanistycznym, założona w 1942 roku w Londynie, prowadzona przez Polski Ośrodek Społeczno-Kulturalny.   

## Historia
Biblioteka została założona w 1942 roku, była podległa Rządowi Rzeczypospolitej Polskiej na uchodźstwie. Powstała na bazie niewielkiego księgozbioru dla urzędników Ministerstwa Wyznań Religijnych i Oświecenia Publicznego. Księga inwentarzowa została założona w grudniu 1942 roku z inicjatywy Tadeusza Sawickiego.
1 kwietnia 1948 książnica stała się biblioteką akademicką, zmieniła wówczas nazwę z The Polish Library in London na Polish University College Library.
Polish University College został rozwiązany w 1953 roku decyzją władz brytyjskich, a biblioteka dzięki petycji podpisanej przez ponad 20 tys. osób została utrzymana i trafiła pod opiekę Polish Research Centre. Polish University College Association (PUCAL) ofiarował lokal na potrzeby biblioteki pod adresem 5 Prince's Gardens. Dzięki PUCAL-owi biblioteka uzyskała następnie lepszy lokal przy 9 Prince's Gardens w maju 1962 roku.
Książnica trafiła pod kuratelę Polskiego Ośrodka Społeczno-Kulturalnego w 1967 roku, który to przeznaczył dla biblioteki lokal we własnej siedzibie; biblioteka przeniosła się do nowego miejsca w 1976 roku.
Książnica należy Stałej Konferencji Muzeów, Archiwów i Bibliotek Polskich na Zachodzie (MAB), a także do Council for Slavonic and East European Library and Information Services (COSEELIS).
Biblioteka została upamiętniona na znaczku Poczty Polskiej wyemitowanym 8 maja 2022 roku z okazji 80-lecia istnienia książnicy.

## Zbiory i działalność
Biblioteka pełni rolę biblioteki publicznej i naukowej; gromadzi głównie zbiory humanistyczne, m.in. wydawnictwa emigracyjne, polonika, wydawnictwa drugiego obiegu (jedna z większych kolekcji poza Polską), rękopisy, dokumenty życia społecznego, druki związane z Josephem Conradem (conradiana). Przechowuje w depozycie zbiory Stefan Zamoyski Educational Fund. Zbiory są udostępniane na miejscu w czytelni, a także wypożyczane na zewnątrz.
Biblioteka zajmuje się także działalnością wydawniczą, publikuje m.in. opracowania bibliograficzne. W 2006 roku ukazała się publikacja pt. Przewodnik po zespołach rękopisów Biblioteki Polskiej POSK w Londynie nakładem Biblioteki POSK i Biblioteki Narodowej